# Francis Fane (12e comte de Westmorland)
Colonel Francis William Henry Fane, 12e comte de Westmorland CB, DL (19 novembre 1825 - 3 août 1891), appelé Lord Burghersh entre 1851 et 1859, est un officier de l’armée britannique et un propriétaire de chevaux de course.

## Éducation
Il est le quatrième mais l'aîné des fils survivants de John Fane (11e comte de Westmorland), et de Lady Priscilla Anne Pole-Wellesley, fille de William Wellesley-Pole (3e comte de Mornington). Il fait ses études à Westminster School et au Collège militaire royal de Sandhurst .

## Carrière militaire

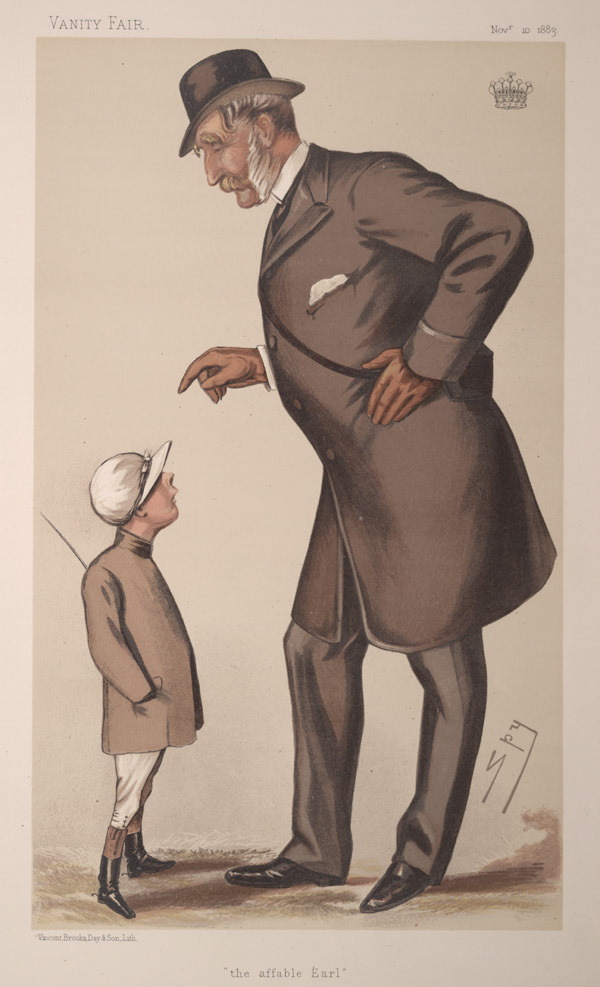
"l'affable comte". Caricature de Spy publiée dans Vanity Fair en 1883.

Il entre dans l'armée en 1843. Il fait campagne lors de la première guerre anglo-sikh et de la Bataille de Gujrat au cours de la Seconde Guerre anglo-sikhe. Il participe également à la guerre de Crimée, se voyant attribuer l'Ordre du Médjidié et la Légion d'honneur le 30 avril 1857, et est nommé Compagnon de l'Ordre du Bain (CB) le 10 juillet 1855 .
Le 1er août 1848, il est promu capitaine et nommé aide de camp de Henry Hardinge, gouverneur général de l'Inde. Il sert sous Lord Gough l'hiver suivant, reçoit une médaille de la bravoure lors de la bataille de Gujerat le 21 février 1849 et obtient un poste de major le 7 juin 1849. À la fin de la guerre sikh, il revient en Angleterre et passe dans le Coldstream Guards. Au début de la guerre de Crimée, il se rend comme aide de camp auprès de Lord Raglan (son oncle par alliance) et sert avec distinction à la Bataille de l'Alma (le 20 septembre 1854), rapportant ainsi les dépêches de Raglan. Il est nommé lieutenant-colonel breveté le jour de la bataille et lieutenant-colonel le 12 décembre suivant. Par la suite, il assiste à la mort de Raglan le 28 juin 1855. Il reçoit la médaille de Crimée et l'Ordre du Médjidié de cinquième classe le 2 mars 1858 et, en 1856, devient aide de camp du duc de Cambridge .
Après la mort de ses trois frères, il est devenu l'héritier du comté de Westmorland. En 1859, il succède à son père et, l'année suivante, se retire de l'armée et devint colonel.

## Courses de chevaux

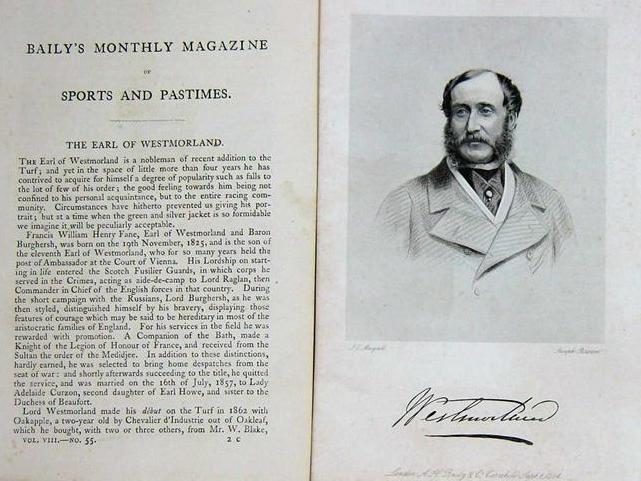
Francis Fane, 12e comte de Westmorland.

À partir de ce moment-là, il devient membre du Jockey Club et propriétaire d'un cheval de course, de couleur vert avec tresse blanche. Ses chevaux n’ont jamais remporté les Classiques et il est connu pour placer des enjeux importants . En 1866, il vend les portraits de famille de Joshua Reynolds, M. Fane et Lord Burghersh . Finalement, ses finances l'obligent à vendre ses chevaux et, à la place, il dirige l'écurie du Duc de Devonshire.

## Famille
Lord Westmorland épouse Lady Adelaide Curzon-Howe, fille de Richard Curzon-Howe (1er comte Howe), le 16 juillet 1857. La comtesse de Westmorland décède en mars 1903. Ils ont quatre enfants:

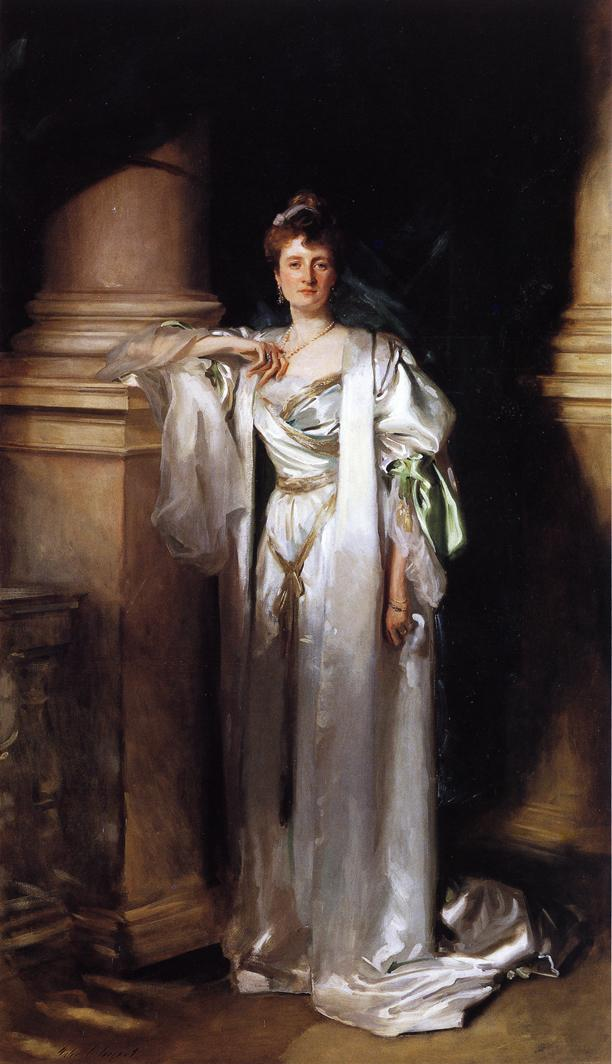
Lady Margaret Spicer, John Singer Sargent, v. 1906

- George Neville John Fane, Lord Burghersh (3 septembre 1858 - 31 juillet 1860)
- Anthony Fane (13e comte de Westmorland) (16 août 1859 - 9 juin 1922), épouse Lady Sybil St Clair-Erskine le 28 mai 1892. Ils ont quatre enfants. Il épouse Catherine Louise Geale le 22 avril 1916.
- Lady Grace Adelaide Fane (3 octobre 1860 - 13 juin 1933) elle épouse William Denison, 2e comte de Londesborough le 11 août 1887.
- Lady Margaret Mary Fane (décédée le 22 novembre 1949), elle épouse le capitaine John Edmund Philip Spicer le 2 octobre 1888.

Il meurt à 34 Brook Street le 3 août 1891 et est enterré à Apethorpe, Northamptonshire .
Son deuxième fils, mais son seul survivant, Anthony , est contraint de vendre le siège de la famille, Apethorpe Hall (en) en 1904. La maison était dans la famille depuis 300 ans.